# A1-alliansen
A1 är en valallians i Surinam, bestående av partierna:
- Demokratiskt alternativ '91
- Demokrater i 21:a århundradet
- FAL:s politiska flygel
- Mötesplats 2000

I parlamentsvalet den 25 maj 2005 fick A1 6,2 % av rösterna och tre (av 51) mandat i nationalförsamlingen.